# فینال لیگ اروپا ۲۰۲۳
فینال لیگ اروپا ۲۰۲۳، بازی نهایی لیگ اروپا ۲۳–۲۰۲۲، پنجاه و دومین فصل از سطح دوم فوتبال باشگاهی اروپا است که توسط یوفا در ورزشگاه فرنتس پوشکاش در بوداپستِ مجارستان در تاریخ ۳۱ مهٔ ۲۰۲۳ برگزار شد.باشگاه فوتبال سویا و باشگاه فوتبال آ.اس. رم فینالیست‌های این دوره از مسابقات لیگ اروپا بودند. در نهایت باشگاه فوتبال سویا برای هفتمین بار فاتح لیگ اروپا شد.

## جستار های وابسته
• فینال لیگ قهرمانان اروپا ۲۰۲۳
• فینال لیگ کنفرانس اروپا ۲۰۲۳
• سوپرجام اروپا ۲۰۲۳